# Смеловка (Саратовская область)
Смеловка — село в Терновском муниципальном образовании в составе Энгельсского муниципального района Саратовской области.

## География
Смеловка находится на берегу Волгоградского водохранилища в 2 км к югу от центра муниципального образования — Терновки и в 25 км к юго-юго-западу от города Энгельса.

## История
Село основано в 1842 году.

### Приземление Юрия Гагарина
Близ села 12 апреля 1961 года приземлился первый космонавт планеты Ю. А. Гагарин.

Первый снимок Юрия Гагарина после приземления. Фото:А.Б.Пекарский

Приземление Юрия Алексеевича Гагарина прошло не без проблем. Не раскрылся клапан, через который должен поступать наружный воздух. Гагарин мог приземлиться в ледяную воду Волги, однако хорошая предполетная подготовка помогла ему избежать реки и приземлиться в поле. Также был утерян необходимый аварийный запас. Из-за сбоя в системе торможения приземление произошло в 25 километрах от планируемого Энгельса — около села Смеловка. Первыми людьми, увидевшими Гагарина после полета, были жена местного лесника Анна (Анихайят) Тахтарова и её шестилетняя внучка Рита (Румия), которые сажали картошку. По воспоминаниям Риты, сначала небо озарило нечто яркое, затем они заметили, что к ним летит непонятный летающий объект. Анна была напугана и собиралась покинуть это место, однако Юрий Гагарин остановил их фразой «Мамаша, стойте, я свой!». Он объяснил, что вышел из корабля, и повел Анну к нему. В скором времени к космонавту побежали ликующие местные колхозники. К месту событий прибыли военные во главе с майором А. Н. Гассиевым. Был взят под охрану спускаемый аппарат. Первую после приземления фотографию Юрия Гагарина 60 лет назад сделал рядовой Анатолий Пекарский и местные колхозники.
Юрий Алексеевич и его семья поддерживали связь с Анной (Анихайят) и Ритой (Румией). В 1965 году он вновь посетил Смеловку и встретился с Анной. Гагарин обещал приехать на похороны бабушки Анны, которая умерла в 1968 году, но не смог сделать этого из-за своей гибели.

## Население
| 1897 | 2002 |
| ---- | ---- |
| 559  | 215  |

| 2002 | 2010 |
| ---- | ---- |
| 214  | ↗239 |

Национальный состав: русские — 177 человек, казахи — 44 человека, украинцы — 20 человек, корейцы — 14 человек, азербайджанцы — 6 человек, чуваши — 6 человек, марийцы — 1 человек, мордва — 1 человек.
Численность трудоспособного населения — 190 человек.

## Социальная сфера
- Смеловский фельдшерско-акушерский пункт (ФАП).

## Достопримечательности
На месте приземления Ю. А. Гагарина создан архитектурный комплекс «Гагаринское поле» (3,5-4 км к востоку от села). В 2020—2021 годах на этой территории площадью 30 га был создан единственный в своём роде мемориально-образовательный комплекс под открытым небом «Парк покорителей космоса» с мемориальной, рекреационной, прогулочной, ландшафтной и сервисной зонами.